# جف ابوت
جف ابوت (انگلیسی: Jeff Abbott؛ زادهٔ ۱۹۶۳ (۶۱–۶۲ سال)) یک نویسنده، پدیدآور، و رمان‌نویس اهل ایالات متحده آمریکا است.